# Beau Pres
Beau Pres es una localidad de Trinidad y Tobago, que forma parte de la región de Diego Martín.

## Geografía
La localidad abarca parte de la isla Trinidad y limita al norte con Paramin y Saut Deau, al sur con Maraval, al este con Haleland Park-Moka y al oeste con Le Platte.

## Demografía
Datos demográficos de la localidad de Beau Pres:
| Gráfica de evolución demográfica de Beau Pres entre 2000 y 2011 |
|                                                                 |